# 이리에 도루
이리에 도루(일본어: 入江 徹, 1977년 7월 8일 ~ )는 일본의 전 축구 선수이다.

## 구단 경력
과거 가시와 레이솔, 비셀 고베, 감바 오사카에서 활동하였다.